# Bäl Aränget

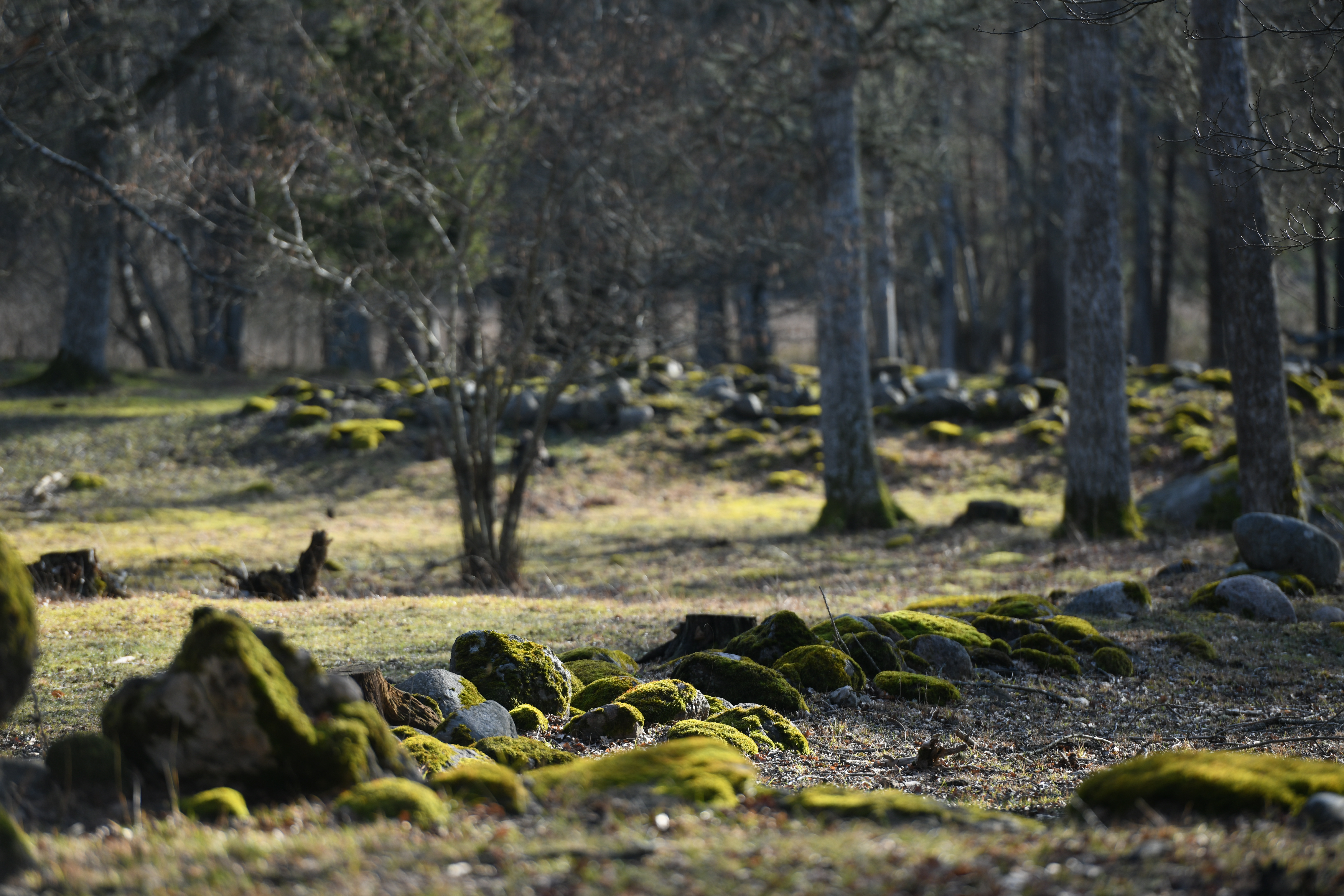
Husgrund och stensträngar vid Bäl.

Bäl Aränget ligger vid orten Bäl (Gute) och är ett änge med sju stycken husgrunder och stenhägnader från järnåldern, cirka 200–500 e.Kr. Dessa lämningar är karaktäristiska för Gotland och många av dem förefaller ha övergivits under 500-talet efter Kristus. 
Arkeologiska undersökningar av likartade lämningar visar att byggnaderna varit bostadshus och/eller kreatursstall, medan mindre hus har fungerat som förvaringsbodar, vävstuga, smedja med mera. Hägnaderna skiljde olika markslag från varandra: tomt, åker och äng.

## Bildgalleri

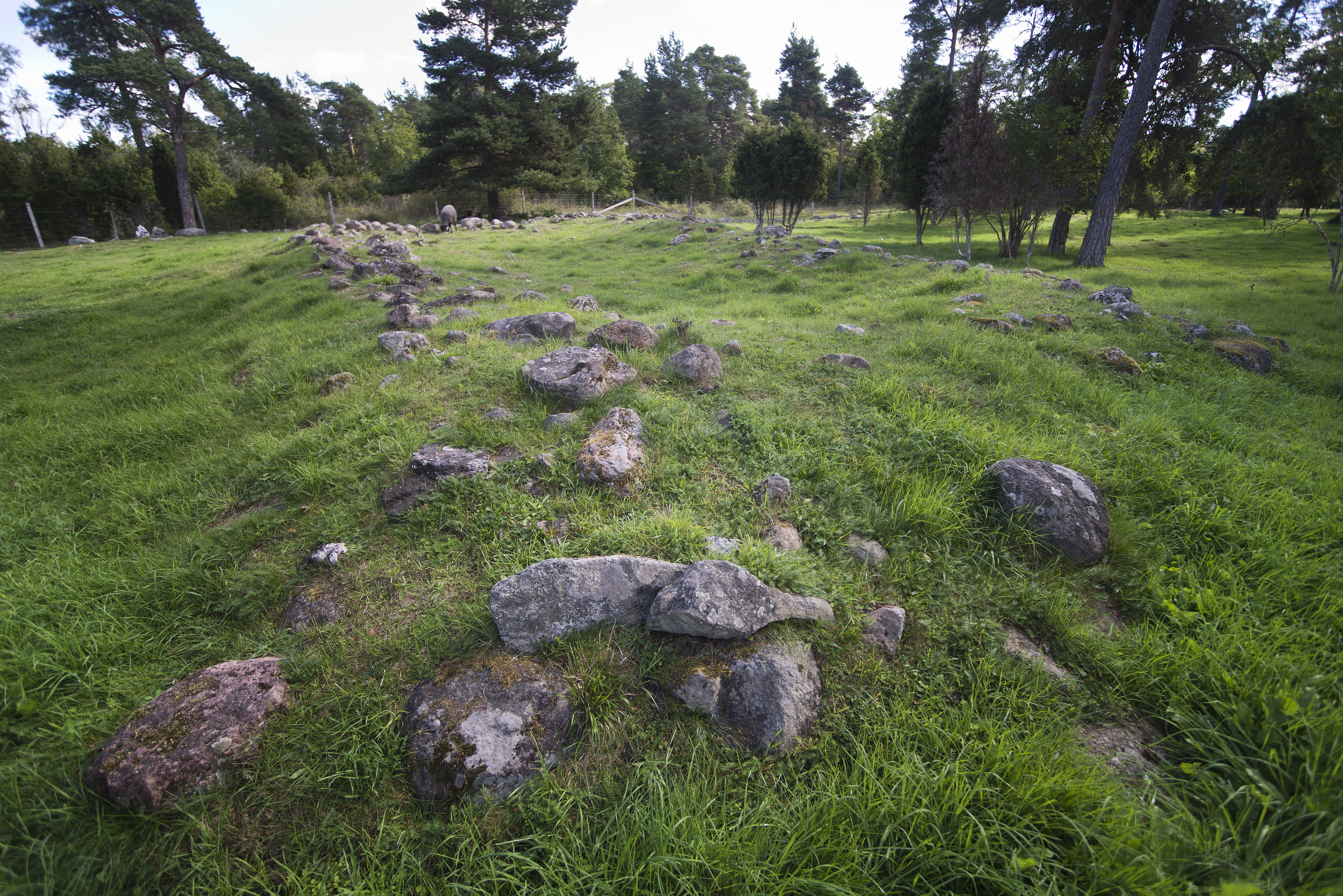
Husgrunder
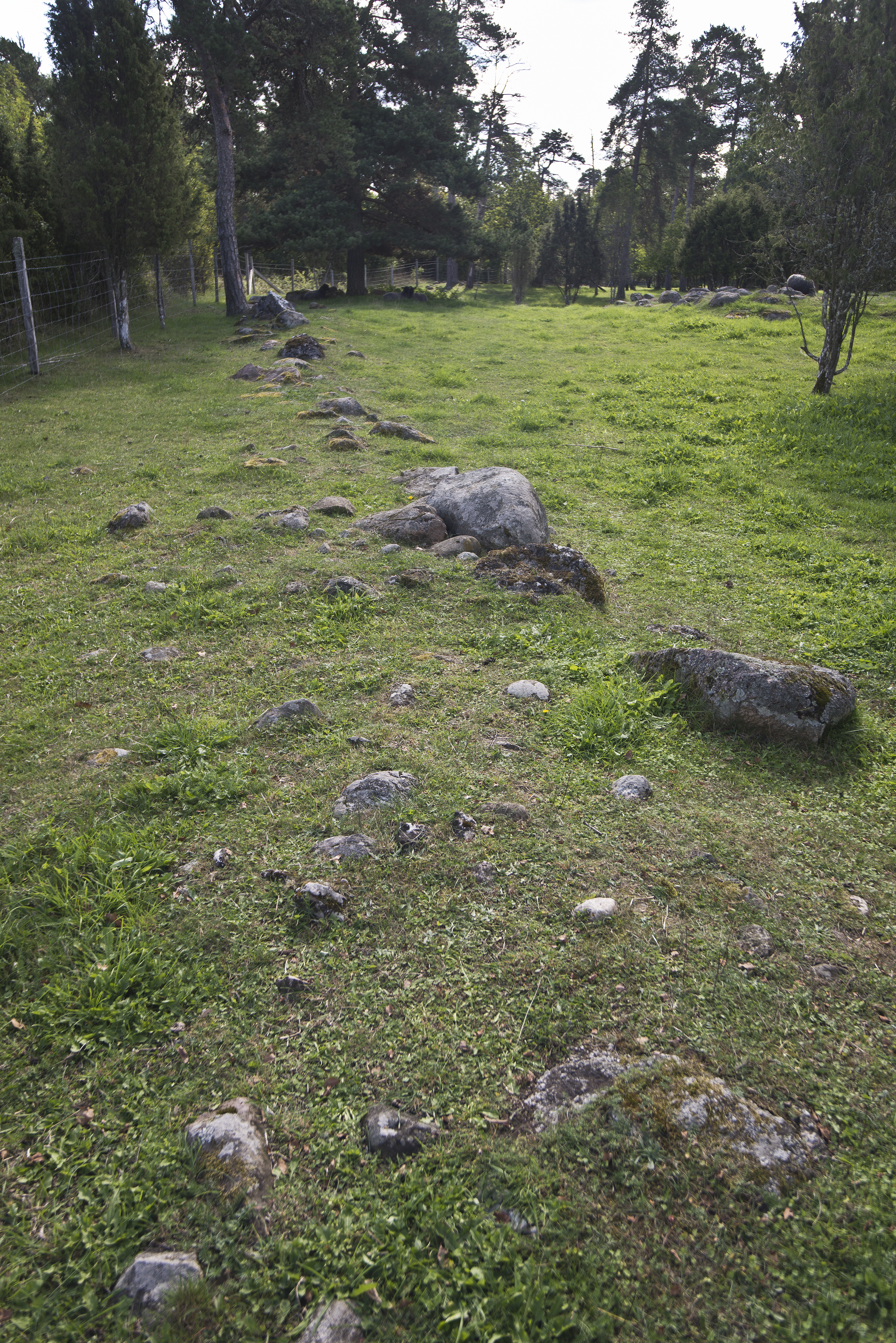
Husgrunder
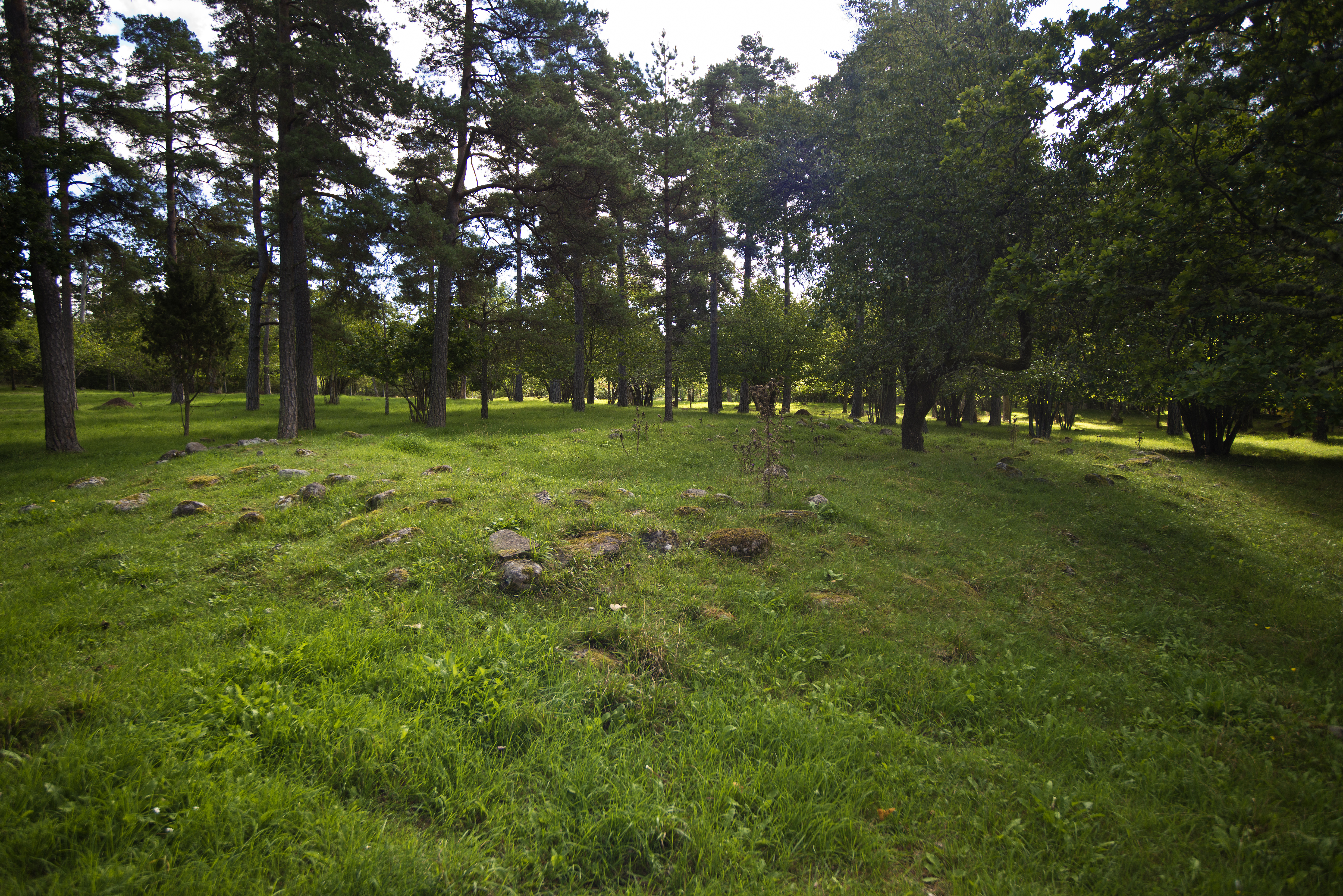
Husgrunder
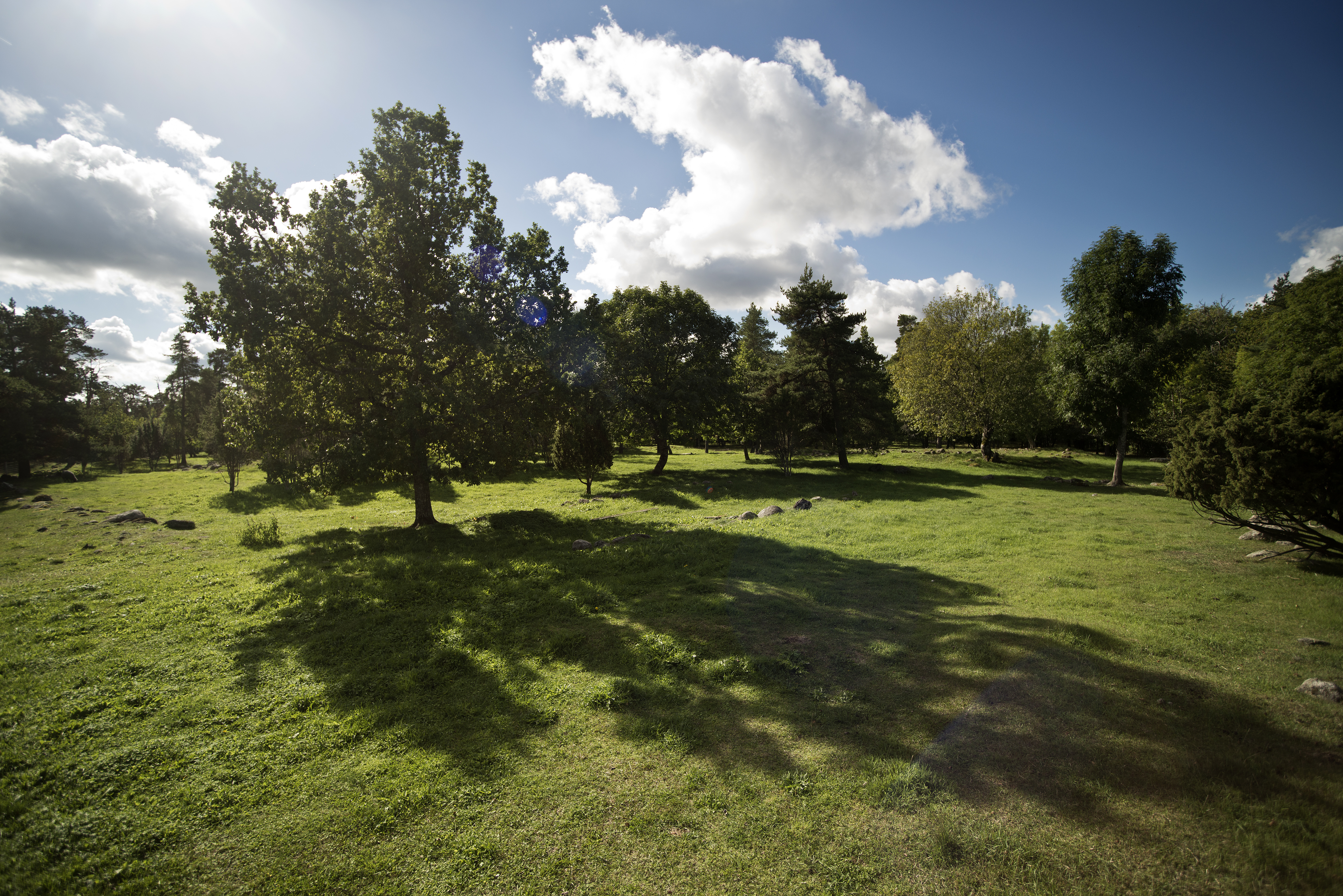
Husgrunder
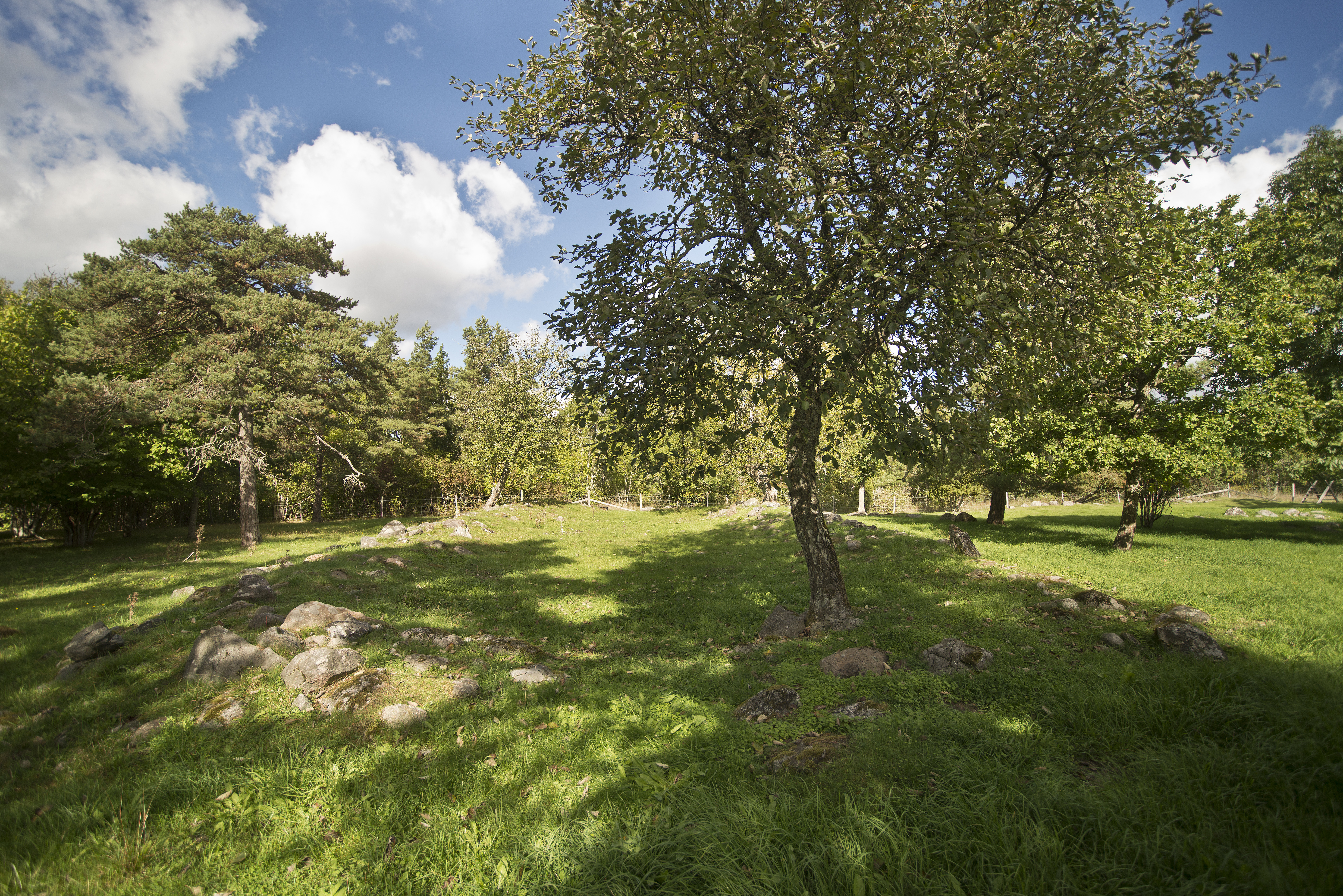
Husgrunder
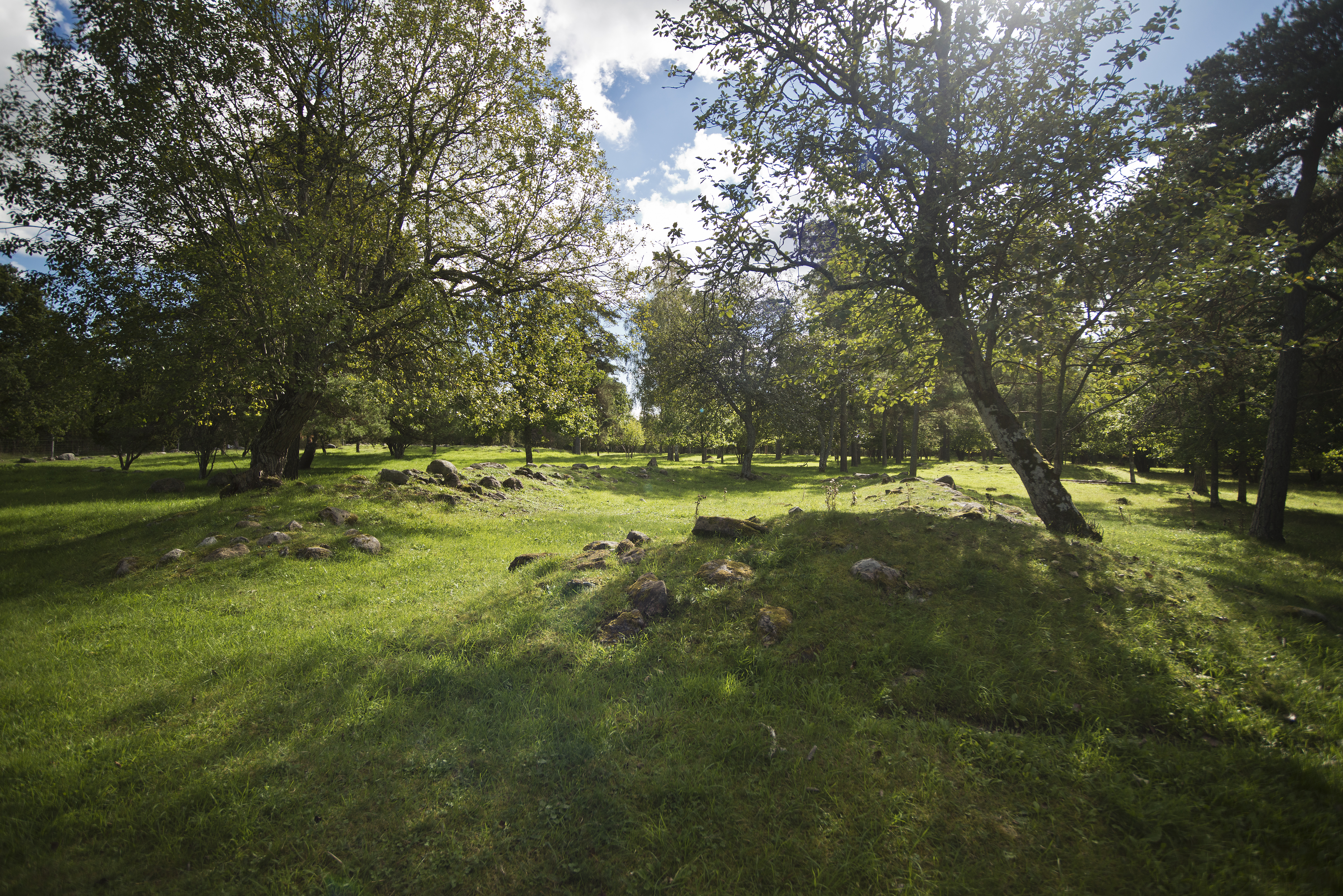
Husgrunder
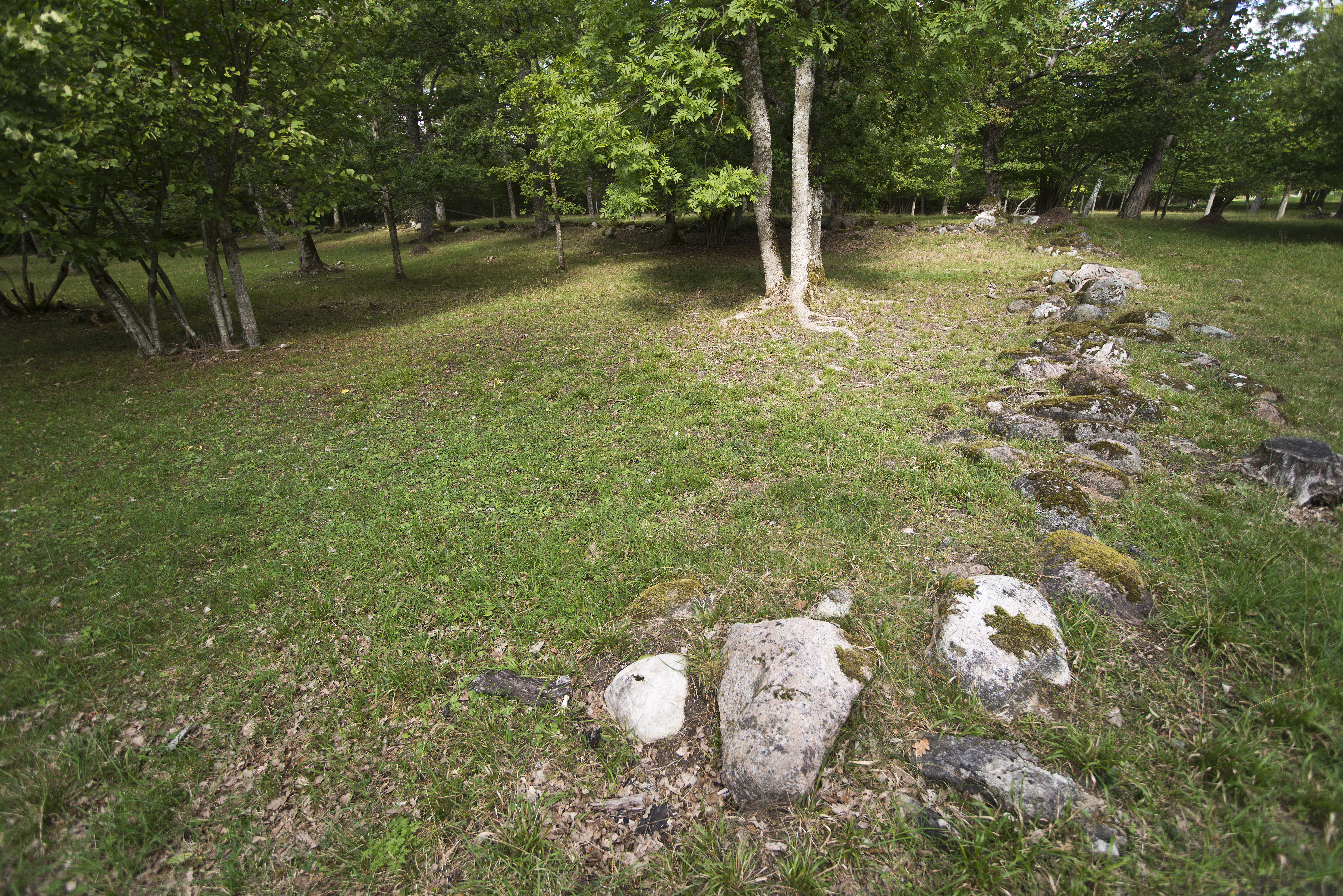
Husgrunder
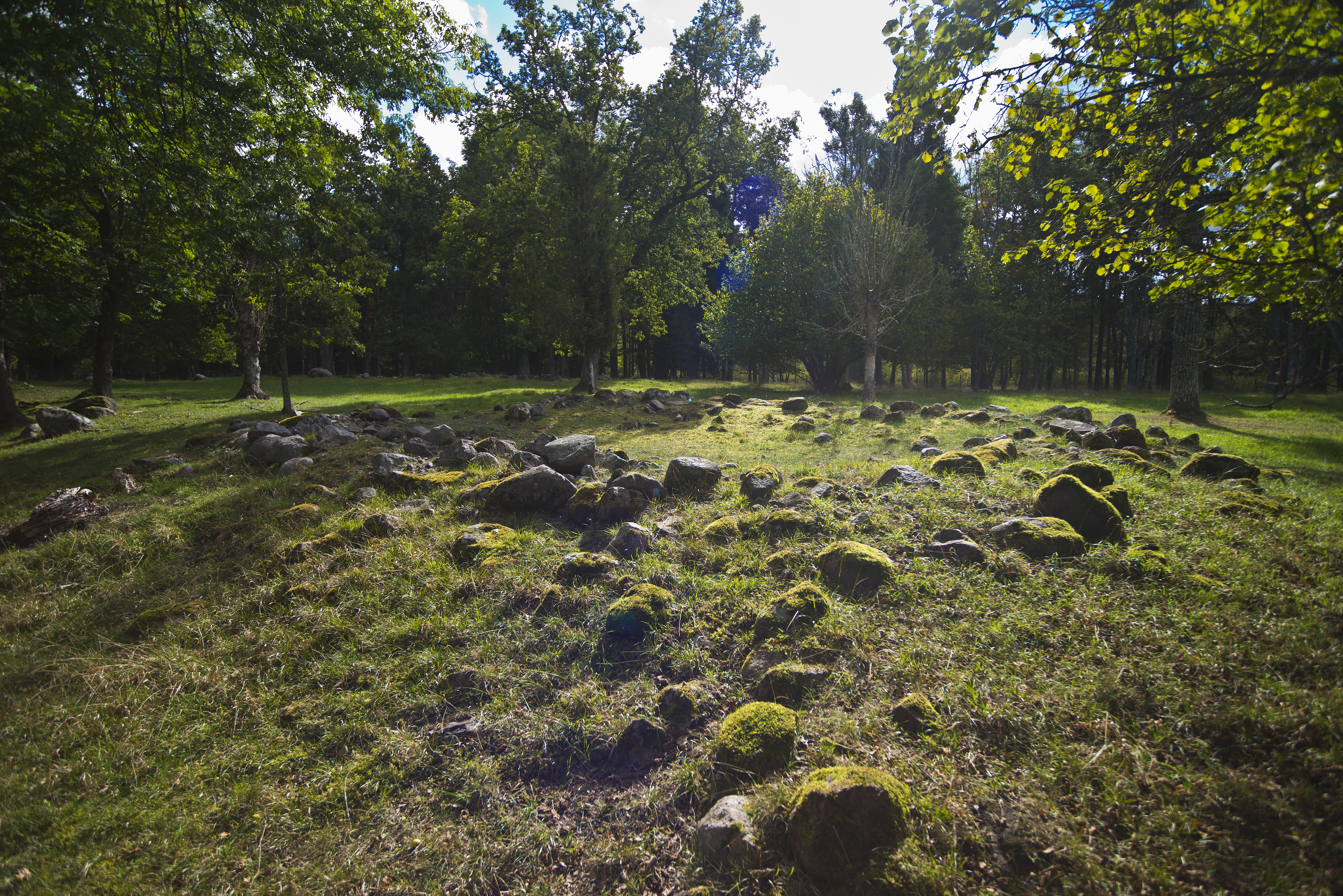
Husgrunder
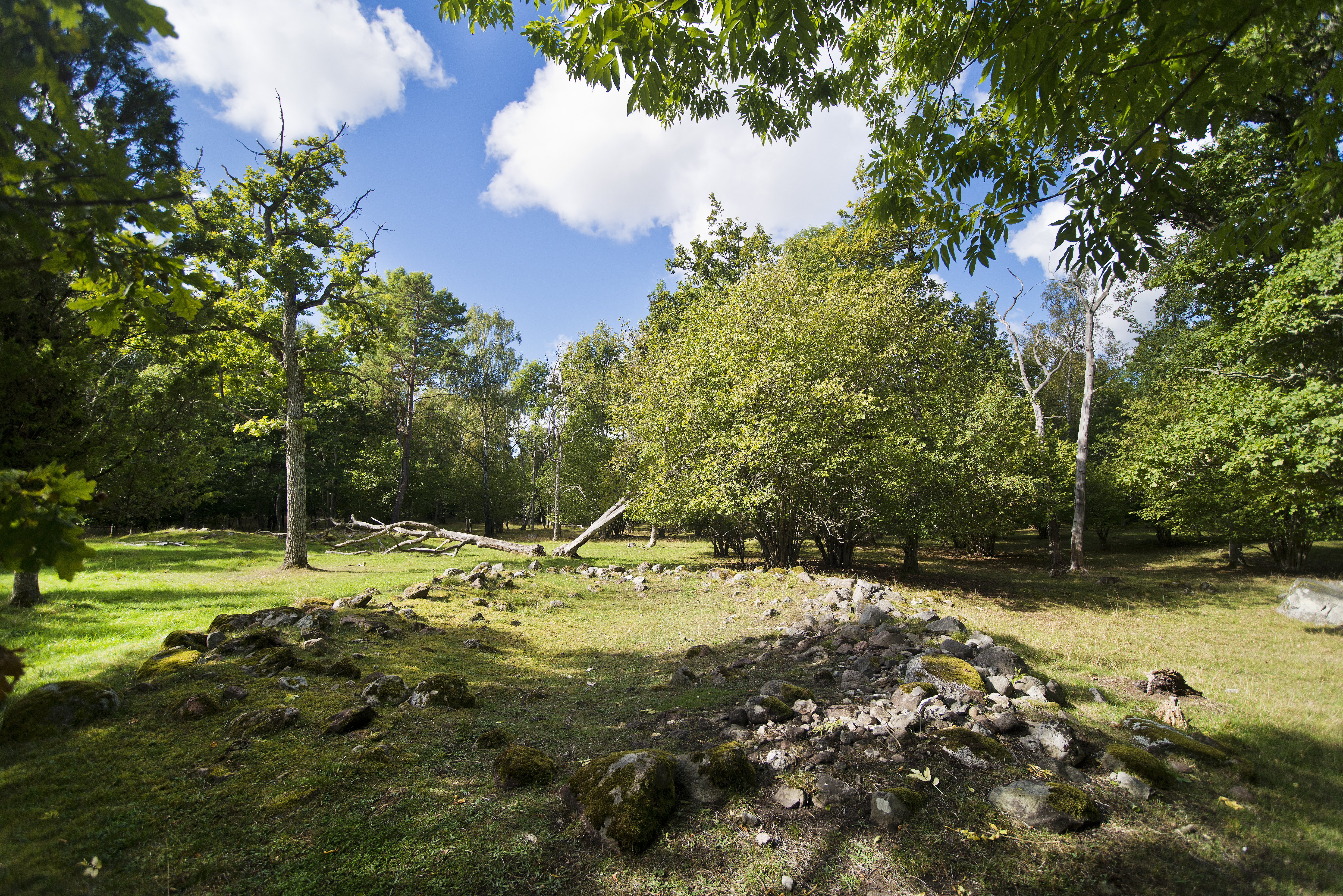
Husgrunder
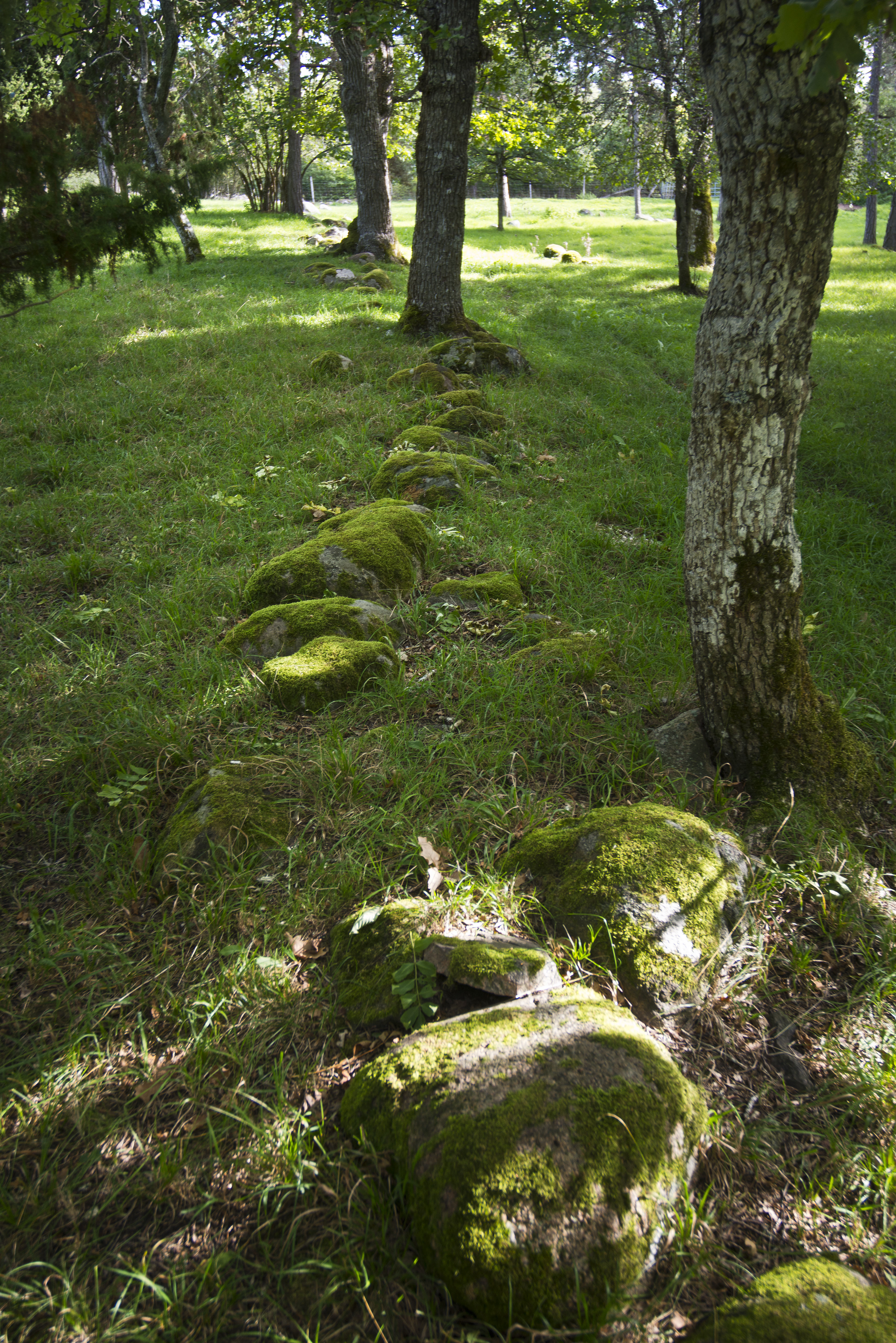
Stensträng (stenvast)
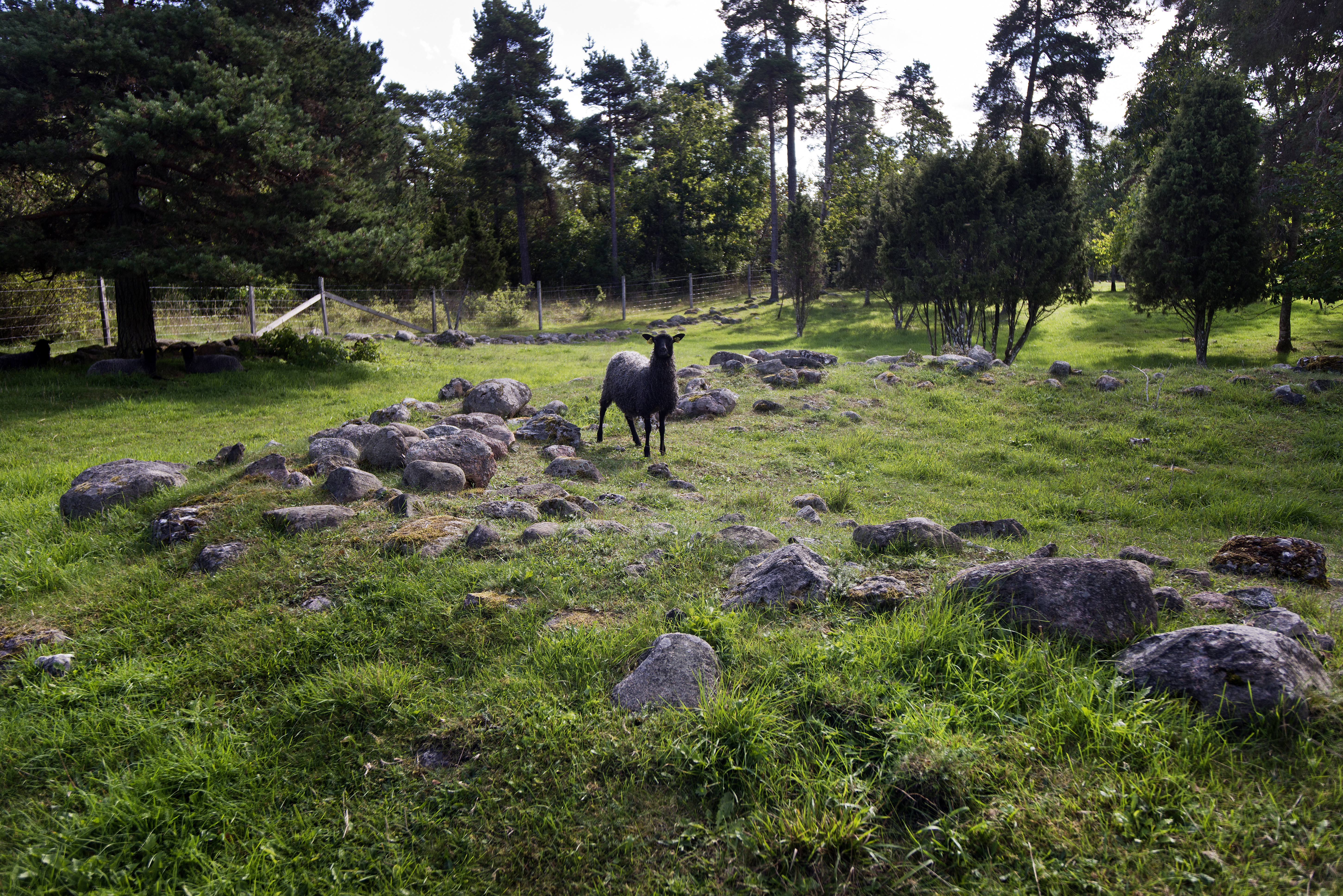
Husgrunder
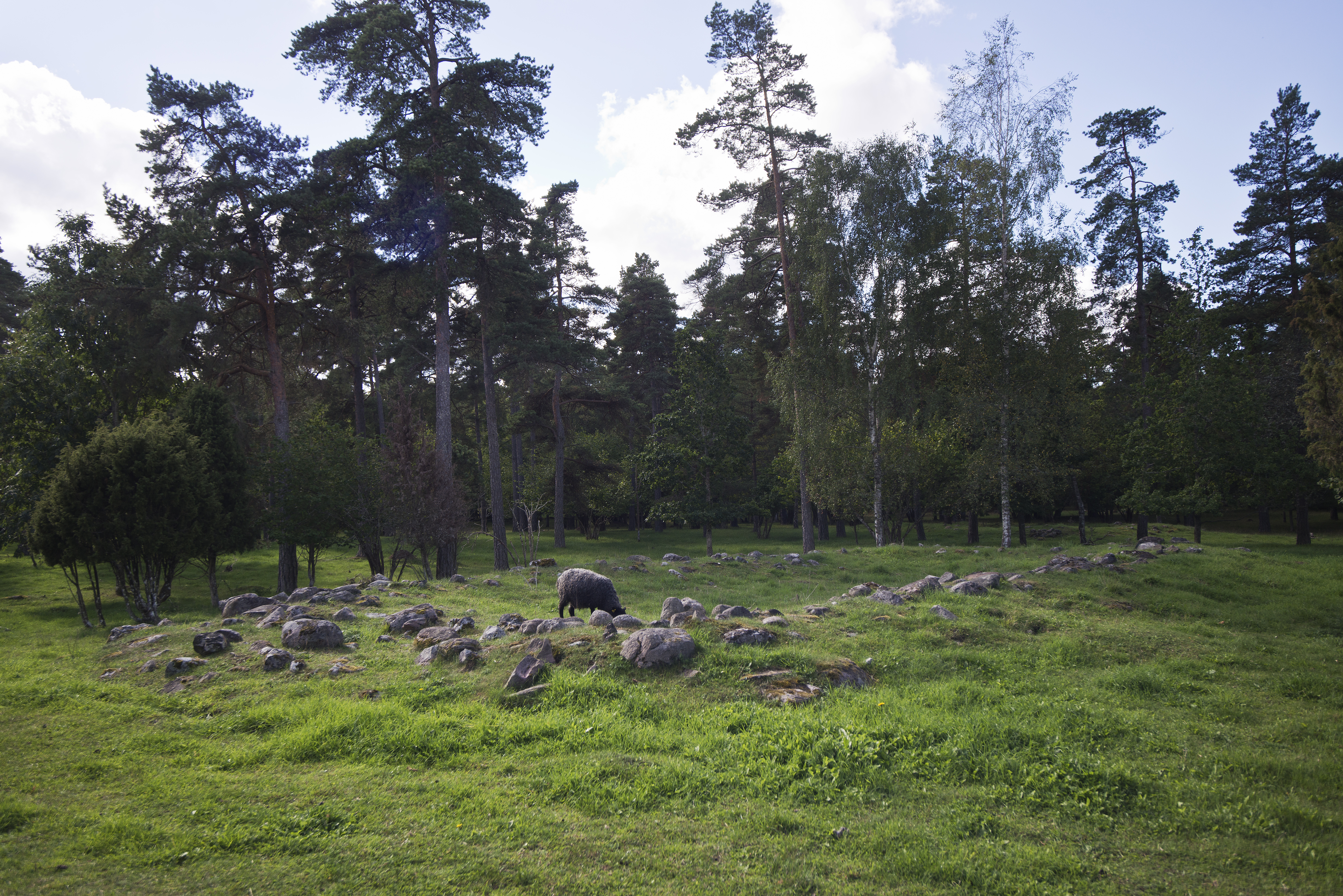
Husgrunder